# Zentrale Markt- und Preisberichtstelle für Erzeugnisse der Land-, Forst- und Ernährungswirtschaft
Die ZMP Zentrale Markt- und Preisberichtstelle für Erzeugnisse der Land-, Forst- und Ernährungswirtschaft GmbH war ein Wirtschaftsunternehmen mit Sitz in Bonn und zuletzt etwa 140 Mitarbeitern, das insbesondere von der gesamten deutschen Agrar- und Ernährungswirtschaft zwangsfinanziert das Marktgeschehen im Interesse aller Marktbeteiligten durchleuchten, beschreiben und durch seine Publikationen nachvollziehbar machen sollte.

## Zweck
Nach dem Gesetz, mit dem die Bundesrepublik Deutschland die Anstalt Absatzförderungsfonds der deutschen Land- und Ernährungswirtschaft errichtet hatte, sollte diese zentrale Wirtschaftseinrichtungen zur Durchführung ihrer Aufgabe zu nutzen, den deutschen Landwirten und Lebensmittelunternehmern im In- und Ausland bei der Vermarktung ihrer Erzeugnisse zu helfen. Dazu hielt der Gesetzgeber es für sinnvoll, diese Märkte mit der Entwicklung ihrer Bedürfnisse bzw. Preisbildung besser zu verstehen. So bestimmte er, der Absatzfonds habe sich neben der CMA eines besonderen zentralen Unternehmens zur Marktberichterstattung zu bedienen, das im Interesse aller Marktteilnehmer, also auch der Verbraucher wirke. Zur Erfüllung dieses Auftrags einer Herstellung höherer Markttransparenz befasste sich die ZMP in Druckwerken wie Onlinediensten mit Analysen des nationalen wie weltweiten Marktgeschehens, mit Prognosen und Hintergrundberichten.

### Zielgruppen
- landwirtschaftliche Erzeuger und deren Zusammenschlüsse
- Unternehmen der Ernährungsindustrie
- Groß- und Einzelhandel (Distributeure)
- Handwerksbetriebe
- Groß- und Endverbraucher
- Multiplikatoren

## Finanzierung
Die ZMP war von finanziellen Zuwendungen des Absatzfonds, des Holzabsatzfonds und der Bundesländer abhängig. Aus dem Vertrieb ihrer Produkte erzielte sie zusätzliche Einnahmen.

## Geschichte
- 1950: Gründung als Selbsthilfeeinrichtung der deutschen Landwirtschaft
- 1972: Berufung als Durchführungsgesellschaft des Absatzfonds, um die Markttransparenz gemäß Absatzfondsgesetz zu verbessern
- 1990: Übernahme von Aufgaben im Auftrag des Holzabsatzfonds
- 2009  Liquidation

## Liquidation
Mit Urteil vom 3. Februar 2009 hat das Bundesverfassungsgericht festgestellt, dass die u. a. der Finanzierung der ZMP dienenden Beiträge gemäß Absatzfondsgesetz als Sonderabgabe mit dem Grundgesetz unvereinbar und diese Regelungen daher nichtig sind. Damit entfiel die wichtigste Finanzierungsquelle der ZMP. Ihre Insolvenz war absehbar. Die Liquidation der GmbH wurde eingeleitet. Ihre Gesellschafter haben am 25. Februar 2009 eine geordnete Liquidation beschlossen. Als Liquidatoren wurden Ralf Goessler, ihr bisheriger Geschäftsführer, und Alfons Schnabel, Direktor der Landwirtschaftskammer Rheinland-Pfalz, eingesetzt.
Die ZMP stellte ihren Betrieb am 30. April 2009 ein.
Die GmbH, die seit 2011 unter gleichem Namen ebenfalls von Bonn aus ähnliche Dienste anbietet, ist außer in der Person ihres letzten Geschäftsführers mit der aufgelösten ZMP nicht identisch.
Teils ähnliche Aufgaben wie die einstige ZMP hat bestimmte landwirtschaftliche Erzeugnisse betreffend inzwischen die Marktbeobachtungsstelle der Europäischen Kommission und der ZMP Zentrale Markt- und Peisinformationen GmbH, Bonn.
Die Marktberichterstattung für die Forst- und Holzwirtschaft wurde seinerzeit von der Plattform Forst und Holz der Firma „HMI – Holzmarktinfo“ übertragen. Seit 2012 führt die HMI – Holzmarktinfo die ihr übertragenen Aufgaben auf eigene Rechnung fort.